# Dídac Navarro Fernández
Dídac Navarro Fernández, conegut futbolísticament com a Dídac (Sant Andreu de Palomar, Barcelona, 1 de gener de 1987) és un futbolista català que juga de defensa.

## Trajectòria esportiva
Dídac va jugar a la UDA Gramenet en categoria d'infantil. L'any 2001, amb 14 anys, va fitxar pel RCD Espanyol on va disputar els dos anys de cadet i dos més de juvenil. La temporada 2005-2006 va passar al RCD Espanyol B, amb el qual va aconseguir l'ascens a Segona B, jugant dues temporades més en aquesta categoria.
L'any 2008 Dídac va fitxar pel Real Murcia CF, militant dos anys al filial i la temporada següent a l'Alacant CF, sempre a la Segona B.
La temporada 2011-2012 Dídac va tornar a Catalunya, fitxant per l'equip del seu poble, la UE Sant Andreu entrenada per Piti Belmonte. Al club andreuenc, Dídac ha esdevingut una peça fonamental a l'eix de la defensa.